# 美能达Dimage V
Dimâge V 是由美能达公司于1996年9月发布的数码相机，也是DiMAGE系列第一款数码相机产品，但是因为各种问题，直到1997年才上市。
该机型最为引人注意的就是旋转镜头和部件可分式的设计。

## 设计与功能
1995年，随着卡西欧推出 QV-10 ，各器材厂商的数码相机开始流行采用这种旋转镜头式的设计，美能达在这第一台数码相机上也采用了这样的设计，用户可以手持相机，旋转镜头至前方进行拍摄；但同时，美能达也更进一步，将镜头-传感器设计为独立部门，通过21个触点(8+8+5)与机身连接进行数据传输，使用原厂附带的『LC-V100』，可以将两部分分离但保持硬连接，而实现更高的取景和拍摄自由度。这一设计可以说是相机的模块化设计的先驱。
虽然是可分离式设计，但作为试水产品，美能达仅提供了一个可换的镜头部。该镜头部使用1/3英寸规格CCD传感器，镜头为等效34-92mm（2.7倍变焦），最大光圈为F5-5.6。该机型并未配置自动对焦功能，对焦焦距为固定，通过超焦距来保证画面清晰，唯有在微距模式下可以设定对焦点距离为5～9.5cm。机身部配置了1.8英寸液晶屏幕，使用SSFDC卡（即SM卡，5V规格）进行存储，使用4节5号电池驱动。
续作的美能达 Dimage EX于1998年推出，虽然继续保持了可分离特性，且升级了触点为接口埠，但本质没有改变；同时美能达方面取消旋转镜头的设计。